# Mia Xitlali
Mia Xitlali, née le 29 juillet 1999 à Los Angeles (Californie), est une actrice et chanteuse américaine.

## Biographie
Mia Xitlali naît à Los Angeles, en Californie et est fille d'artistes. Son père est originaire d'El Paso, au Texas, tandis que sa mère est mexicaine, de Guadalajara.
Elle étudie le piano classique et commence à jouer à l'âge de sept ans et savait qu'elle voulait être actrice après avoir joué dans la comédie musicale South Pacific au Hollywood Bowl.
Elle travaille actuellement au théâtre.

## Filmographie partielle

### Au cinéma
- 2015 : Max : Carmen
- 2019 : Confessional : Amelia
- post-production : Coast : Kat Acosta

## Récompenses et distinctions
- (en) Mia Xitlali: Awards, sur l'Internet Movie Database